# Iglesia de la Asunción de María (Ceánuri)
La iglesia de la Asunción de María es un edificio situado en el municipio español de Ceánuri, en la provincia de Vizcaya.

## Descripción
El edificio se encuentra en el municipio español de Ceánuri, perteneciente a la provincia de Vizcaya, en la comunidad autónoma del País Vasco. Se menciona como iglesia parroquial del lugar en el sexto volumen del Diccionario geográfico-estadístico-histórico de España y sus posesiones de Ultramar de Pascual Madoz, en la entrada correspondiente a Ceánuri, donde aparece descrita con las siguientes palabras:

dedicada á la Asuncion de Ntra. Sra., es de patronato particular, segun hemos indicado, servida por 4 beneficiados, 3 de ellos con titulo de curas, un teniente y un capellan; está sit. al estremo N. de la pobl., y comprende las barrias de Ibargüen, Alzusta, Asterría (al menos 4 casas), Arsuaga, Oterimendi, Uribe y tres cuartas partes de Ipiñaburu, con mas 3 casas de la v. de Villaro.
(Madoz, 1847, p. 277)